# Judeus da Amazônia
Judeus da Amazônia ou judeus amazônicos (Hebraico: יהודי אמזוניה, "Yehudei Amazonya"; Haketia: ג'ודיוס די אמאזוניה, djudíos de Amazónia, Espanhol: judíos amazónicos) é o nome para as pessoas judias das região amazônica e para pessoas de raça mista, descendentes judeus marroquinos e indígenas que vivem nas cidades e vilas da Bacia Amazônica do Brasil e do Peru, incluindo Belém, Santarém, Alenquer , Óbidos e Manaus, no Brasil ; e Iquitos , no Peru. Eles se casaram com mulheres indígenas e seus descendentes são de raça mista (mestiço). No século XXI, Belém possui cerca de 1000 famílias judias e Manaus cerca de 140 famílias, a maior parte descendentes de destes marroquinos do século XIX.
Uma pequena comunidade judaica foi criada em Iquitos por imigrantes de Marrocos durante o boom da borracha do final dos anos 1890 e início do século XX. Diferente de Lima, que possui uma comunidade judaica majoritariamente asquenaze, Iquitos tem a única comunidade judaica organizada no Peru. Desde o final do século XX, alguns desses descendentes sefarditas têm estudado o judaísmo e formalmente se converteram, a fim de ser aceitos por Israel como judeus. Centenas de judeus de Iquitos emigraram para Israel desde então, incluindo cerca de 150 entre os anos de 2013 e 2014.

## Origem
Este grupo étnico é descendente de comerciantes judeus marroquinos que trabalhavam na bacia amazônica, primeiramente no Brasil, posteriormente no Peru. Eles falavam ladino, hebraico e haketia. Os primeiros judeus marroquinos chegaram em 1810 a partir de Fez, Tânger, Tetuão, Casablanca, Salé, Rabat, e Marraquexe. Em 1824 eles organizaram a primeira sinagoga, Eshel Abraham, em Belém, Brasil, na foz do rio Amazonas. Com o boom da borracha do século XIX e início do século XX, milhares de judeus marroquinos entraram nas cidades amazônicas. Aqueles que ficaram se casaram com mulheres indígenas, e seus filhos cresceram em uma cultura de influências judaicas, cristãs, Marroquinas e amazônicas.
O auge do ciclo da borracha, entre 1880 e 1910 foram atraídos comerciantes e outros trabalhadores, esse período coincidiu com o pico da imigração judaica para a Bacia Amazônica; eles estabeleceram novas comunidades ao longo do interior do Rio Amazonas, em Santarém e Manaus, Brasil, e aventurou-se, tanto quanto Iquitos, no Peru, no lado leste da Cordilheira dos Andes. Este foi um importante centro na Amazônia para exportação de borracha e de negócios relacionadas. Foi a sede da estatal peruana Companhia da Amazônia peruana (CAP). O boom da borracha também atraiu aventureiros judeus da Inglaterra, Alsácia-Lorena e da França, e dentre outros países europeus, que ajudou a fundar novas instituições judaicas e europeias em Iquitos, incluindo uma casa de ópera.
Alguns dos imigrantes judeus estabeleceram em Iquitos, casando com mulheres indígenas e estabeleceram um cemitério judaico e sinagoga. Mesmo após o boom da borracha, alguns judeus marroquinos permaneceram em Iquitos e outras cidades da Amazônia. Muitos de seus descendentes mestiços foram criados na fé católica de suas mães, também absorvendo a cultura amazônica, e os remanescentes da comunidade judaica, gradualmente foram deixando de lado suas práticas.
Outros judeus marroquinos viviam em assentamentos ribeirinhos isolados no Brasil. Rabino Shalom Emanuel Muyal, um rabino, foi considerado um santo homem, curandeiro e santo popular (para os cristãos sincréticos e membros de fés minoritárias surgidas no Brasil), e admirado até mesmo por gentios ou não judeus no Brasil. Ele é conhecido como "Santo Moisézinho".

## Relacionamento com as outras comunidades judaicas
Para as comunidades peruanas, um sistema de castas duradouro decorrente do período colonial resultou em praticamente nenhuma interação entre esses descendentes de judeus peruanos que vivem no lado leste dos Andes e líderes religiosos que são em grande parte asquenazes concentrados em Lima. Estes últimos não consideraram os judeus da Amazônia como sendo judeus, de acordo com a Halachá, porque suas mães não eram judias. Alguns suspeitavam que os peruanos queriam emigrar para Israel por razões econômicas.
Mas no final do século XX, um pequeno grupo em Iquitos começou de forma independente para explorar sua herança judaica e estudar o judaísmo. Eles procuraram Marcelo Bronstein, um rabino simpático a causada da congregação B'nai Jeshurun em de Brooklyn, Nova York para que pudessem seguir um processo de conversão formal em 2002 e 2004, a fim de serem elegíveis para fazerem aliá (imigrar para Israel). Depois de completar suas conversões, algumas centenas de judeus da Amazônia da região de Iquitos fizeram aliá para Israel no início do século XXI. Outra conversão de inúmeros peruanos foi concluída em 2011, após os cinco anos de estudo; e mais emigraram para Israel, incluindo cerca de 150 a partir de 2013-2014. A maioria se estabeleceu em Ramla.

## Documentários
- O documentário, Eretz Amazônia (por David Salgado), é baseado em livro de Samuel Benchimol Eretz Amazônia; A Saga dos judeus na Amazônia, sobre os judeus no norte do Brasil.[6]
- Stephen Nugent e Renato Athias fizeram "Onde está o rabino", que mostra a vida dos judeus na Bacia Amazônica.
- The Longing: Os judeus esquecidos da América do Sul, (2006), um documentário escrito por Gabriela Bohm que está focada em descendentes de cripto-judeus na América do Sul, particularmente Equador e Colômbia, alguns dos quais buscam a conversão para ser aceita como judeus.[5][7]
- The Fire Within: judeus na Floresta Amazônica (2008) é sobre os descendentes peruano-judaicas em Iquitos, e seus esforços para reviver o Judaísmo e emigrar para Israel no final do século XX. Foi escrito, dirigido e produzido por Lorry Salcedo Mitrani.[8][9]